# 시카고 보드 오브 트레이드 빌딩

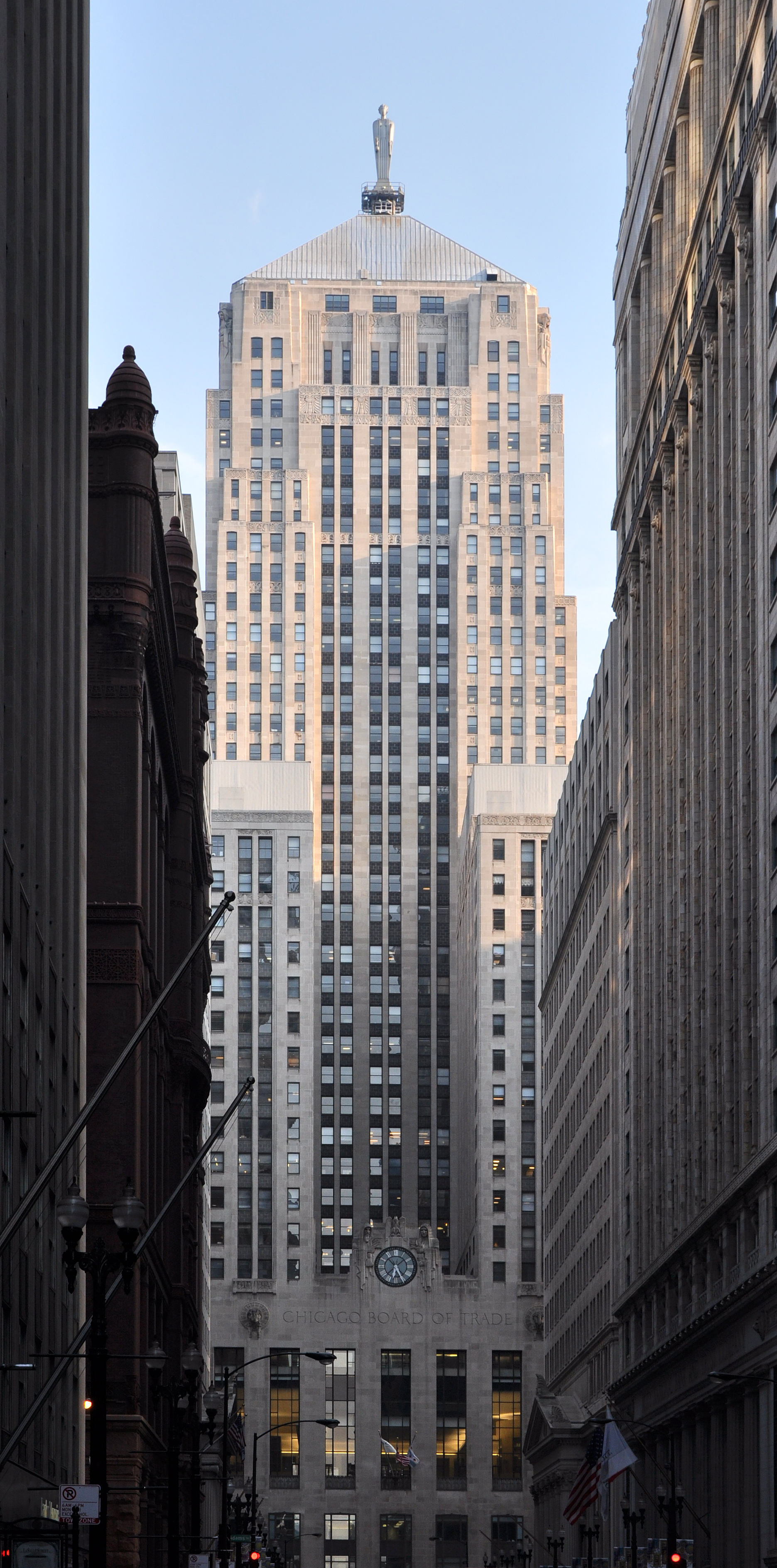
시카고 보드 오브 트레이드 빌딩

시카고 보드 오브 트레이드 빌딩(영어: Chicago Board of Trade Building)은 미국 일리노이주 시카고에 있는 아트 데코 스타일의 초고층 빌딩이다. 시카고 상품 거래소가 들어와있다. 1930년부터 1965년까지 시카고에서 가장 높은 건축물이었다.

## 같이 보기
- 시카고의 마천루 목록